# ألبرت هويل (لاعب كريكت)
ألبرت هويل (26 يوليو 1898 - 26 يوليو 1958) (بالإنجليزية: Albert Howell)‏ هو لاعب كريكت بريطاني (وحمل سابقاً جنسية المملكة المتحدة لبريطانيا العظمى وأيرلندا).